# SN 2007lw
SN 2007lw – supernowa typu Ia odkryta 6 października 2007 roku w galaktyce A233648-0046. W momencie odkrycia miała maksymalną jasność 21,70m.